# Дравно (гміна)
Гміна Дравно (пол. Gmina Drawno) — місько-сільська гміна у північно-західній Польщі. Належить до Хощенського повіту Західнопоморського воєводства.
Станом на 31 грудня 2011 у гміні проживало 5319 осіб.

## Територія
Згідно з даними за 2007 рік площа гміни становила 321.09 км², у тому числі:
- орні землі: 23.00%
- ліси: 68.00%

Таким чином, площа гміни становить 24.18% площі повіту.

## Населення
Станом на 31 грудня 2011:
| Опис     | Загалом | Загалом | Чоловіки | Чоловіки | Жінки | Жінки |
| -------- | ------- | ------- | -------- | -------- | ----- | ----- |
| одиниця  | осіб    | %       | осіб     | %        | осіб  | %     |
| все      | 5319    | 100     | 2693     | 50.63    | 2626  | 49.37 |
| міське   | 2392    | 100     | 1237     | 51.71    | 1155  | 48.29 |
| сільське | 2927    | 100     | 1456     | 49.74    | 1471  | 50.26 |

## Сусідні гміни
Гміна Дравно межує з такими гмінами: Бежвник, Добеґнев, Каліш-Поморський, Реч, Тучно, Хощно.